# God (группа)
god (Джи-о-ди, кор. 지오디) — южнокорейская музыкальная группа (бой-бэнд) из пяти человек. Название группы — акроним от Groove Over Dose.
Эта одна из не так многих корейских поп-групп, чьи альбомы расходились бы миллионными тиражами. После прекращения деятельности группы её участники посвятили себя актёрским и сольным музыкальным карьерам.
В начале мая 2014 года группа неожиданно анонсировала, что в честь своего 15-летия возвращается на сцену. Уже 8 мая у них вышел новый сингл, а потом альбом и 12—13 июля в Сеуле концерты в честь 15-летия.

## Состав
- Пак Джунхён[англ.] (кор. 박준형, Park Joon-hyung), род. 20 июля 1969
- Юн Гесанъ[англ.] (кор. , Yoon Kye-sang), род. 20 декабря 1978
- Дэнни Ан[англ.] (кор. 데니안), наст. имя: Ан Шинвон (кор. 안신원, Ahn Sin-won), род. 22 декабря 1978
- Сон Хоён[англ.] (кор. 손호영, Son Ho-young), род. 26 марта 1980
- Ким Тэу[англ.] (кор. 김태우, Kim Tae-woo), род. 12 мая 1981

## Дискография
См. «g.o.d (South Korean band) § Discography» в английском разделе.

## Премии и номинации
- См. «g.o.d (South Korean band) § Awards» в английском разделе.